# Taxe sur les remontées mécaniques
Lire en ligne

Lire sur Légifrance

La taxe communale sur les entreprises exploitant des engins de remontée mécanique ou taxe départementale sur les entreprises exploitant des engins de remontée mécanique, dite taxe sur les remontées mécaniques, est un impôt indirect facultatif perçu au profit des communes ou des EPCI et départements situés en zone de montagne.

## Historique
Instituée en 1968, cette taxe a été modifiée par l'article 85 de la loi du 9 janvier 1985 relative au développement et à la protection de la montagne, dite « loi Montagne ». Il donne la possibilité aux communes et aux départements d'instituer une taxe sur le chiffre d'affaires des entreprises exploitant des engins de remontée mécanique. Il a été codifié sous les articles L. 2333-49 à 53 du code général des collectivités territoriales. 
L'Inspection générale des finances liste la taxe sur les remontées mécaniques dans les 192 taxes à faible rendement. La mission préconise de supprimer cette taxe.
Un temps évoqué comme pouvant faire partie du lot de taxes à faible rendement allant être supprimées dans le cadre du projet de loi de finances pour 2019, les élus concernés ont finalement eu gain de cause.

## Caractéristiques

### Bénéficiaires
Le produit de la taxe est perçu au profit des communes ou des EPCI et départements situés en zone de montagne. Il est destiné à financer : 
- des interventions favorisant le développement en montagne,
- des dépenses d'équipement de services de promotion et de formation induites par le développement touristique en montagne y compris l'amélioration des accès routiers et ferroviaires,
- des dépenses de développement d'un tourisme d'initiative locale en montagne,
- des charges engagées par les clubs locaux de ski,
- des actions de prévention des accidents en montagne.

Cette taxe n'a pas vocation à financer les équipements de remontées mécaniques.
En 1999, 134 communes avaient mises en place cette taxe.

### Redevables
Les entreprises exploitant les remontées mécaniques sont redevables de la taxe. La taxe est établie sur le montant hors taxe de la vente des forfaits de ski. Son taux ne peut excéder 5% (3% pour la part communale et 2% pour la part départementale).

### Rendement
En 2012, le produit de la taxe est de 54 millions d'euros, 16 millions d'euros pour les départements et 38 millions d'euros pour les communes.